# Telmatobufo venustus
Telmatobufo venustus är en groddjursart som först beskrevs av Philippi 1899.  Telmatobufo venustus ingår i släktet Telmatobufo och familjen Calyptocephalellidae. IUCN kategoriserar arten globalt som starkt hotad. Inga underarter finns listade i Catalogue of Life.